# RC Innsbruck
Der Rugby Club Innsbruck ist ein österreichischer Rugby-Union-Verein und Mitglied des ÖRV.

## Geschichte

### Entstehung des Rugby Club Innsbruck
Der Rugby Club Innsbruck (RCI) wurde im Jahre 1997 von einigen in Tirol lebenden Ausländern ins Leben gerufen, die das in ihren Heimatländern sehr populäre Rugby auch weiterhin betreiben wollten. Dazu zählten hauptsächlich Bernard Millen aus Neuseeland, der Franzose Michael Magne und der aus Südafrika stammende Johann Trojer, der inzwischen die IRB-Schiedsrichter- und Trainer- ausbildung absolviert hat. Schnell fanden sich auch einige Tiroler, die Gefallen an diesem schnellen und anspruchsvollen Mannschaftssport fanden und so formierte sich innerhalb kürzester Zeit eine internationale Mannschaft, die sogar in Wien, der österreichischen Rugby-Hochburg, erfolgreich Spiele bestritt.

### Die Spielgemeinschaft
1999 trennte sich der Club vom Sportverein der Pädagogischen Akademie Innsbruck um den eigenständigen „Rugby Club Innsbruck“ oder „RCI“, zu gründen. Im Frühjahr 2000 begann eine erfolgreiche Kooperation mit dem Bozner Verein „Bolzano Rugby“, im Mai 2000 erkämpfte sich ein gemeinsames Team bei einem Turnier in Leoben den 3. Platz. Das erste Heimspiel des RCI folgte im Juni und fand gegen Graz statt.
In der Saison 2000/01 spielte Innsbruck mit Bozen in der italienischen Regionalliga „Campionato Nazionale Serie C2 – Girone Lombardo“ gegen verschiedenste erfahrene Mannschaften und musste dementsprechend Lehrgeld bezahlen. Diese Zusammenarbeit wurde aufgrund bürokratischer Schwierigkeiten in Italien beendet und daraufhin flachte auch der Einsatz in Innsbruck etwas ab.

### Die Wiederbelebung
Im Zuge der Rugbyweltmeisterschaft 2003 wurde der Verein wiederbelebt und es bildete sich um Trainer Johann Trojer ein Kern von einigen enthusiastischen Tirolern die teilweise bis heute den Verein lenken.
Ab der Saison 2004/05 spielt der RC Innsbruck in der österreichischen Bundesliga und konnte in den Saisonen 2007/08 & 2008/09 mit der Vizemeisterschaft das bis dahin beste Ergebnis erzielen.
In der Saisonen 2013/2014 und 2016/17 konnte wiederum der österreichische Vizemeistertitel errungen werden.

### Neue Liga
Nach der Saison 2016/17 verließen einige Stammspieler den Verein und auch die mit den Auswärtsfahrten nach Wien sowie Graz einhergehende Belastung wurde aufgrund der geänderten Spielerstruktur immer größer. So entschied man sich schließlich nach einer mäßig erfolgreichen Saison in Österreich in das deutsche Ligasystem zu wechseln. Dort konnte im ersten Jahr sofort die Verbandsliga Bayern (damals vierthöchste Spielklasse) gewonnen werden.
2021/22 konnte die Regionalliga Bayern (dritthöchste Spielklasse in Deutschland) in der Saison gewonnen werden. Ein Aufstieg in die zweite deutsche Bundesliga wurde dem RCI jedoch verwehrt.
So spielte der RCI weiterhin in der Regionalliga Bayern und konnte in der Saison 2022/23 der Vizemeister sowie in der Saison 2023/24 erneut der Meistertitel erringen. Die Saison 2023/24 wurde ungeschlagen, mit einer Bilanz von 11 Siegen und einem Unentschieden beendet. Trotz des erneuten Meistertitels wurden dem RCI sowie dem Freiburger RC (Meistertitel Regionalliga Baden-Württemberg) der Aufstieg in die 2. deutsche Bundesliga verwehrt, da der Verein die Bundesligaanforderungen nicht erfüllt habe – der Verein habe zu wenige Nachwuchsspieler und zu wenige Schiedsrichter.

## Herren
Die Herrenmannschaft des RCI hat zurzeit einen Kader von 60 aktiven Spielern, davon sind knapp 70 % der Spieler aus Innsbruck und Umgebung. Der restliche Kader besteht aus Spielern aus 7 Nationen. Das Durchschnittsalter beträgt 24 Jahre, der jüngste Spieler ist 17 und das älteste Teammitglied 45 Jahre alt. Im Herrenbereich ist das Ziel mit einer zweiten Mannschaft an einem Ligabetrieb teilzunehmen.
Zudem befinden sich die Jugendmannschaften in sämtlichen Altersklassen im Aufbau. Aktuell trainieren etwa 25 Kinder im Alter von 3–12 Jahren beim RCI.

## Damen
Die Damenmannschaft, Women’s Rugby Club Innsbruck, wurde im Jahre 2005 gegründet und spielt ab 2006 in der österreichischen Bundesliga. Der WRCI hat eine Kaderstärke von ca. 20 aktiven Spielerinnen, mit einem Anteil von knapp 75 % Tirolerinnen.
Der WRCI wurde 2008 und 2011 österreichischer Vizemeister.
Nunmehr spielt auch der WRCI in Bayern bzw. Deutschland mit. In der Frühjahrssaison 2023/24 konnten zudem zwei Turniere gewonnen werden.

## Rugby Saison
Der RCI spielte in der österreichischen Bundesliga gegen Rugby Club Donau, Rugby Club Ljubljana, Rugby Club Stade Viennois, RAK Olimpija Ljubljana und den Vienna Celtic Rugby and Football Club.
Weitere internationale Bewerbe und Turniere, bei denen der RCI mitspielt, sind:
- Verbandsliga Bayern
- Regionalliga Bayern
- Sevens Rugby Challenge Cup Österreich
- Tiroler Cup gegen Rugby Bolzano Cavaliers (seit 2001)
- Alpen Cup gegen Bad Reichenhall und Lagaria Rugby Rovereto (seit 2013)
- Rugby Tour Frankreich (2009)
- Rugby Tour Irland (2014)
- Rugby Tour Frankreich (2023)

Mittlerweile ist der RCI fixer Bestandteil der Regionalliga Bayern (dritthöchste Spielklasse in Deutschland).

## Erfolge
Die größten Erfolge in der Vereinsgeschichte sind
- der Gewinn des 7’s Sevens Rugby Challenge Cup Österreich (2006).
- der österreichische Vizemeister in der Rugby-Bundesliga Österreich in den Saisonen 2007/08, 2008/09, 2013/14 und 2016/17.
- eine seit 10 Jahren ungebrochene Siegesserie im Tiroler Cup gegen Rugby Bolzano Cavaliers, welche zur Folge hat, dass die Trophäe, das Murmeltier „Murray“, in Innsbruck verbleibt.
- der Sieg im Alpen Cup 2013.
- Meister der Regionalliga Bayern (dritthöchste Spielklasse in Deutschland) in der Saison 2021/22.
- Vizemeister in der Regionalliga Bayern (dritthöchste Spielklasse in Deutschland) in der Saison 2022/23.
- Meister der Regionalliga Bayern (dritthöchste Spielklasse in Deutschland) in der Saison 2023/24.